# Ястшембна-Перша
Ястшембна-Перша (пол. Jastrzębna Pierwsza) — село в Польщі, у гміні Штабін Августівського повіту Підляського воєводства.
Населення — 252 особи (2011).
У 1975-1998 роках село належало до Сувальського воєводства.

## Демографія
Демографічна структура станом на 31 березня 2011 року:
|          | Загалом | Допрацездатний вік | Працездатний вік | Постпрацездатний вік |
| -------- | ------- | ------------------ | ---------------- | -------------------- |
| Чоловіки | 129     | 19                 | 93               | 17                   |
| Жінки    | 123     | 19                 | 63               | 41                   |
| Разом    | 252     | 38                 | 156              | 58                   |